# Irena Tetelowska
Irena Tetelowska-Szewczyk (ur. 1927 w Radwanowicach, zm. 2 kwietnia 1969 w Zawoi) – polska dziennikarka, socjolożka, dyrektorka Ośrodka Badań Prasoznawczych w Krakowie w latach 1961-1969.
Młodsza siostra Zofii Tetelowskiej, założycielki Fundacji im. Brata Alberta.  Pionierka badań nad komunikowaniem i prasoznawstwem w Polsce. Redaktor naczelna Szkiców prasoznawczych. Asystentka profesora Uniwersytetu Jagiellońskiego, Zenona Klemensiewicza. Była żoną filozofa Jana Szewczyka, małżeństwo było bezdzietne.

Zginęła w katastrofie lotniczej na stokach Policy. Pochowana na cmentarzu wojskowym przy ul. Prandoty w Krakowie (kw. LXXIX-11-14).

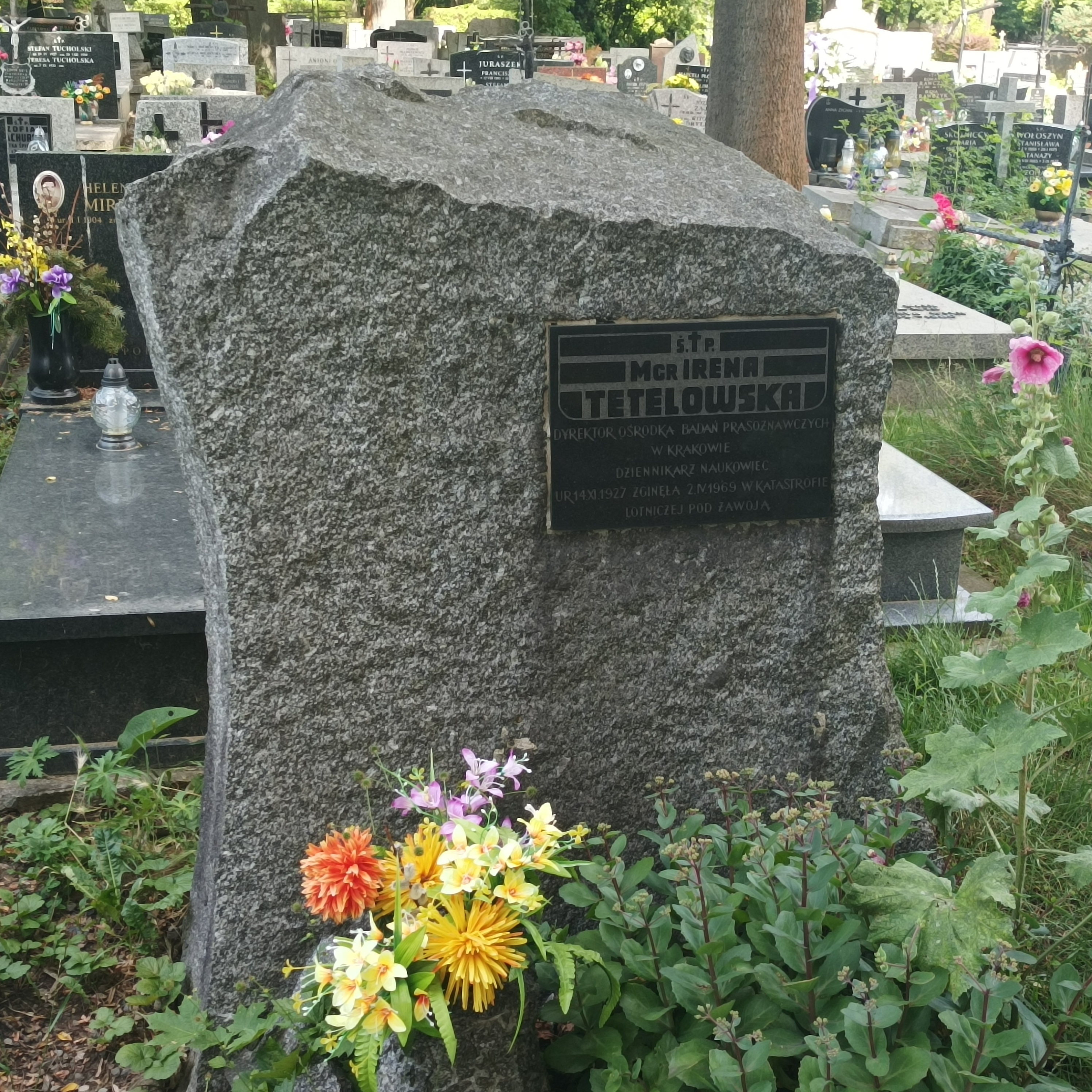
Grób Ireny Tetelowskiej na cmentarzu wojskowym przy ul. Prandoty w Krakowie